# Крижевец
Крижевец (словен. Križevec) је насељено место у општини Зрече, Савињска регија, Словенија.

## Историја
До територијалне реорганизације у Словенији био је у саставу старе општине Словенске Коњице.

## Становништво
У попису становништва из 2011. године, Крижевец је имао 314 становника.
| Број становника према пописима | Број становника према пописима | Број становника према пописима |
| ------------------------------ | ------------------------------ | ------------------------------ |
| 1991                           | 2002                           | 2011                           |
| 331                            | 245                            | 314                            |

Напомена: Године 1994. смањен за део насеља који је проглашен за ново самостално насеље Осредек при Зречах.